# Martha González Elizondo
Martha González Elizondo es una botánica mexicana y profesora investigadora en el Centro Interdisciplinario de Investigación para el Desarrollo Integral Regional (CIIDIR), Unidad Durango del Instituto Politécnico Nacional. 

## Trayectoria
Obtuvo el grado de licenciatura en biología en 1981; la maestría en Ciencias Forestales en 1995 y el doctorado en Ciencias con especialidad en Manejo de Recursos Naturales en 2003 por la Facultad de Ciencias Forestales, Universidad Autónoma de Nuevo León. Es profesora investigadora en el CIIDIR y  colabora en el desarrollo y mantenimiento del Herbario. Ha colaborado en el descubrimiento y descripción de nuevas especies.

## Líneas de investigación
Su trabajo se ha enfocado en la florística (familia Cactaceae y en el género Agave), etnobotánica (énfasis en grupos étnicos de la región del Gran Nayar), ecología (comunidades vegetales y en dendroecología) y biogeografía.

## Publicaciones
González Elizondo es coautora de cinco libros, siete contribuciones en libros y 52 artículos en revistas científicas. Entre sus publicaciones más recientes se encuentran:
- Hipp, A.L., Manos, P., Hahn, M., Avishai, M., Bodénès, C., Cavender-Bares, J., Crowl, A.A., Deng, M., Denk, T., Fitz-Gibbon, S., Gailing, O., González-Elizondo, M., González-Rodríguez, A., Grimm, G., Jiang, X., Kremer, A., Lesur, I., McVay, J., Plomion, C., Rodríguez-Correa, H., Schulze, E., Simeone, M.C., Sork, V., & Valencia-Ávalos, S. (2019). Genomic landscape of the global oak phylogeny. The New phytologist.
- Monreal-García, H.M., Almaraz-Abarca, N., Ávila-Reyes, J.A., Torres-Ricario, R., González-Elizondo, M., Herrera-Arrieta, Y., & Gutiérrez-Velázquez, M.V. (2019). Phytochemical variation among populations of Fouquieria splendens Engelm. (Fouquieriaceae). Boletin De La Sociedad Botanica De Mexico, 97, 398-412.
- González-Elizondo, M., Flores-Villegas, M.Y., Álvarez-Zagoya, R., Márquez-Linares, M., Quiñonez‐Barraza, S., Howell, B., & Mathiasen, R. (2019). Effects of Mexican dwarf mistletoe (Arceuthobium vaginatum subsp. vaginatum) on the growth of Pinus cooperi in Durango, México—A case study. Forest Pathology, 49.

## Premios y reconocimientos
En 2012 recibió la distinción al Mérito Politécnico “Presea Juan de Dios Bátiz”. Asimismo, en reconocimiento a la labor docente durante 30 años, en 2011 le fue otorgada la medalla al Mérito Docente Premio "Maestro Rafael Ramírez", por la Secretaría de Educación Pública. 
Adicionalmente han sido nombradas en su honor las siguientes taxa:
- (Asteraceae) Ageratina gonzalezorum B.L. Turner
- (Ateraceae) Senecio gonzaleziae B.L. Turner
- (Asteraceae) Sabazia gonzaleziae B. L. Turner
- (Asteraceae) Wedelia gonzaleziarum B. L. Turner
- (Orobanchaceae) Castilleja gonzaleziae G. L. Nesom
- (Poaceae) Trisetum martha-gonzaleziae P.M. Peterson & Finot